# シューアの分割定理
整数分割において、シューアの分割定理（シューアのぶんかつていり、英: Schur's partition theorem）は分割の恒等式に関する定理。シューアの分割恒等式とも呼ばれる。1926年にドイツの数学者イサイ・シューアによって、導かれた。

## 内容
正の整数 n に対し、正の整数の組 λ=(λ1,…, λl)が n の分割であるとは、λ1 ≥ …≥ λl かつλ1+…+λl = n を満たすときのことをいう。例えば、4の分割は(4), (3, 1), (2, 2), (2, 1, 1), (1, 1, 1, 1)である。
シューアの分割定理は次の条件を満たす分割の総数が等しいことを主張する。
- 和因子が6を法として±1に合同である分割（λi≡ ±1 (mod 6)）
- 和因子が相異なり、3を法として±1に合同である分割（λi−λi+1 > 1 かつ λi≡ ±1 (mod 3)）
- どの和因子も3以上の差があり、和因子として連続する3の倍数を含まない[注 1]分割（λi−λi+1 ≥ 3 かつ λi∈3Z ⇒ λi−λi+1 > 3）

整数分割において、どの和因子もd 以上の差があるとき、d-差的であるという。
但し、0-差的であるとは、同じ和因子は高々2つまでしか含まないと定義する。3番目の条件における、どの和因子も3以上も差があるという条件は、3-差的であることを表している。
以降、正の整数 n に対し、1番目の条件を満たす分割の個数を A(n)、2番目の条件を満たす分割の個数をB(n)、3番目の条件を満たす分割の個数を C(n)とする。
n=15 の場合、シューアの分割定理の条件を満たす分割は次のようになる。
| A(15)=9       | B(15)=9 | C(15)=9 |
| ------------- | ------- | ------- |
| 13+1+1        | 14+1    | 15      |
| 11+1+1+1+1    | 13+2    | 14+1    |
| 7+7+1         | 11+4    | 13+2    |
| 7+5+1+1+1     | 10+5    | 12+3    |
| 7+1+1+1+...+1 | 10+4+1  | 11+4    |
| 5+5+5         | 8+7     | 10+5    |
| 5+5+1+1+...+1 | 8+5+2   | 10+4+1  |
| 5+1+1+...+1   | 8+4+2+1 | 9+5+1   |
| 1+1+...+1     | 7+5+2+1 | 8+5+2   |

また、シューアの分割定理の条件を満たす分割の個数をいくつか書き下すと次のようになる（オンライン整数列大辞典の数列 A003105）。
| n              | 1 | 2 | 3 | 4 | 5 | 6 | 7 | 8 | 9 | 10 | 11 | 12 | 13 | 14 | 15 | 16 | 17 | 18 | 19 | 20 |
| -------------- | - | - | - | - | - | - | - | - | - | -- | -- | -- | -- | -- | -- | -- | -- | -- | -- | -- |
| A(n)=B(n)=C(n) | 1 | 1 | 1 | 1 | 2 | 2 | 3 | 3 | 3 | 4  | 5  | 6  | 7  | 8  | 9  | 10 | 12 | 14 | 16 | 18 |

## 母関数による証明
和因子が6を法として±1に合同とする分割の個数 A(n)と和因子が相異なり、3を法として±1に合同である分割 B(n) の母関数は
{\displaystyle \sum _{n=0}^{\infty }A(n)q^{n}=\prod _{j=0}^{\infty }{\frac {1}{(1-q^{6j+1})(1-q^{6j+5})}}={\frac {1}{(q;q^{6})_{\infty }(q^{5};q^{6})_{\infty }}}}
{\displaystyle \sum _{n=0}^{\infty }B(n)q^{n}=\prod _{j=0}^{\infty }{(1+q^{3j+1})(1+q^{3j+2})}=(-q;q^{3})_{\infty }(-q^{2};q^{3})_{\infty }}
で与えられる。但し、q-解析で使用されるq-ポッホハマー記号
{\displaystyle (a;q)_{n}={\begin{cases}(1-aq)(1-aq^{2})\cdots (1-aq^{n-1})&(n>0)\\1&(n=0)\end{cases}}}
を用いた。
{\displaystyle {\begin{aligned}(-q;q^{3})_{\infty }(-q^{2};q^{3})_{\infty }&={\frac {(q^{2};q^{6})_{\infty }(q^{4};q^{6})_{\infty }}{(q;q^{3})_{\infty }(q^{2};q^{3})_{\infty }}}\\&={\frac {(q^{2};q^{6})_{\infty }(q^{4};q^{6})_{\infty }}{(q;q^{6})_{\infty }(q^{2};q^{6})_{\infty }(q^{5};q^{6})_{\infty }(q^{4};q^{6})_{\infty }}}\\&={\frac {1}{(q;q^{6})_{\infty }(q^{5};q^{6})_{\infty }}}\end{aligned}}}
であるから、
{\displaystyle \sum _{n=0}^{\infty }B(n)q^{n}=\sum _{n=0}^{\infty }A(n)q^{n}}
が成り立つ。

## 組合せ論的な証明
組合せ論的な観点からは、与えられた条件を満たす和因子の2つの集合間を対応付ける全単射写像を具体的に構成することで、シューアの分割定理を証明することができる。
融合・等分写像
オイラーの分割恒等式は、和因子を奇数とする分割と和因子が互いに異なる分割が同数であることを主張する。オイラーの分割恒等式では、同じ和因子を足し合わせる融合操作と、逆に偶数の和因子を二つに等分する等分操作からなる融合・等分写像がこの二つの条件を満たす分割を結ぶ全単射写像となる。この融合・等分写像は和因子が3で割り切れないという性質を保つ。シューアの分割定理の定理において、和因子が±1 (mod 6)であるという条件は3で割り切れない奇数であるという条件と等価である。したがって、この融合・等分写像によって、和因子が±1 (mod 6)である分割と、和因子が相異なり和因子が±1 (mod 3)である分割が同数であることを示すことができる。
例えば、和因子が±1 (mod 6)である n=15の分割の例5+5+1+1+1+1+1は融合操作により、
{\displaystyle 5+5+1+1+1+1+1\rightarrow (5+5)+(1+1)+(1+1)+1=10+2+2+1\rightarrow 10+(2+2)+1=10+4+1}
と、和因子が相異なり、和因子が±1 (mod 3)である分割10+4+1に写される。
ブレスードの全単射
1980年にデビッド・ブレスードは、シューアの分割定理の巧みな全単射写像を構成した。ブレスードの全単射では、次の例のように±1 (mod 3)に合同で相異なる和因子からなる分割から3-差的で連続する3の倍数を含まない和因子からなる分割への写像を与える。ここでは、±1 (mod 3)に合同で相異なる和因子からなる分割の例として、π:13+10+8+7+4+2+1を用いた説明を行う。πの和因子を縦の列に並べて表示する。まず、最小の和因子から始めて、高々差が2である和因子の対を足し合わせる融合操作を行い、π1に写す。
{\displaystyle \pi :{\begin{matrix}13\\10\\8\\7\\4\\2\\1\end{matrix}}\rightarrow \pi _{1}:{\begin{matrix}13&\\10&\\15&=8+7\\4&\\3&=2+1\\\end{matrix}}}
次に、和因子が小さいものから順番に、0から始まる連続する3の倍数を引いていき、π2を構成する。
{\displaystyle \pi _{1}:{\begin{matrix}13\\10\\15\\4\\3\\\end{matrix}}\rightarrow \pi _{2}:{\begin{matrix}1&=13-12\\1&=10-9\\9&=15-6\\1&=4-3\\3&=3-0\\\end{matrix}}}
π2の列の隣には、引き算を行った0から始まる連続する3の倍数を表示しておく。π2の1列目を昇順に並べ替えたものを、π3とする。さらにπ3の1列目と2列目を足し合わせたものをπ4とする。
{\displaystyle \pi _{2}:{\begin{matrix}1&12\\1&9\\9&6\\1&3\\3&0\\\end{matrix}}\rightarrow \pi _{3}:{\begin{matrix}9&12\\3&9\\1&6\\1&3\\1&0\\\end{matrix}}\rightarrow \pi _{4}:{\begin{matrix}21&=9+12\\12&=3+9\\7&=1+6\\4&=1+3\\1&=1+0\\\end{matrix}}}
こうして得られた分割π4は、3-差的で連続する3の倍数を含まない和因子からなる分割となっている。

## アルダーの予想
シューアの分割定理と他のいくつかの分割定理との間に類似性を見ることができる。
例えば、和因子が3を法として±1に合同である分割については、次の定理が成り立つ。
- 「和因子が3を法として±1に合同である分割」と「和因子が0-差的な分割」は同数

和因子が4を法として±1に合同である分割については、オイラーの分割恒等式が成り立つ。オイラーの分割恒等式は、和因子が奇数である分割は、和因子が互いに相異なる分割は同数あることを主張する。整数が奇数という条件は、和因子が4を法として±1に合同であるという条件と同値である。また、和因子が相異なるという条件は1-差的であることを表す。したがって、オイラーの分割恒等式は
- 「和因子が4を法として±1に合同である分割」と「和因子が1-差的な分割」は同数

と表せる。和因子が5を法として±1に合同である分割については、ロジャース＝ラマヌジャン恒等式から得られる分割恒等式
- 「和因子が5を法として±1に合同である分割」と「和因子が2-差的な分割」は同数

が成り立つ。
これらの結果から一見して、一般に正の整数 d について、
- 「和因子がd+3を法として±1に合同である分割」と「和因子がd-差的な分割」は同数

が期待されるが、これは成り立たない。
実際、d=3の版であるシューアの分割定理は、
- 「和因子が6を法として±1に合同である分割」と「和因子が3-差的で、連続する3の倍数を含まない分割」は同数

を主張しており、3-差的であることに加えて、連続する3の倍数を含まないという条件が必要となる。
一般の場合には条件を弱めたアルダーの予想
- 「和因子がd-差的な分割」の個数は「和因子がd+3を法として±1に合同である分割」の個数以上

が予想されている。7は例外の可能性があるが、d が2k-1 の形の整数である場合、この予想が正しいことが知られている。但し、それ以外の場合については、この予想は未解決である。

### 注
1. ↑  例えば、3と6は連続する3の倍数であり、3と9は連続しない3の倍数である。

### 書籍
- Andrews, George E.; Kimmo, Eriksson (2004). Integer Partitions (2nd ed.). Cambridge University Press. ISBN 978-0521600903; ジョージ・アンドリュース、キムモ・エリクソン『整数の分割』佐藤文広（訳）、数学書房、2006年。ISBN 978-4903342610。
- Andrews, George E. (1986). q -Series: Their Development and Application in Analysis, Number Theory, Combinatorics, Physics and Computer Algebra. CBMS. American Mathematical Society. ISBN 978-0821807163
- Sills, Andrew V. (2017). An Invitation to the Rogers-Ramanujan Identities. CRC Press. ISBN 978-1498745253

### 論文
- Andrews, George E. (1971), “On a partition problem of H. L. Alder”, Pacific J. Math. 36:  279-284
- Bressoud, D. M. (1980), “Combinatorial Proof of Schur's 1926 Partition Theorem”, Proc. Amer. Math. Soc. 79:  338-340
- Schur, Issai (1926), “Zur additiven Zahlentheorie”, Sitzungsber. Preuss. Akad. Wiss. Phys.-Math. Kl.:  488-495 (Reprinted in Schur, I. (1973). Gesammelte Abhandlungen. 3. Berlin: Springer)